# I Love Rock 'n' Roll
„I Love Rock 'n' Roll” este un cântec rock scris în anul 1975 de către Alan Merrill din trupa Arrows, care au lansat prima versiune. Cântecul a fost făcut în cele din urmă cunoscut de Joan Jett & the Blackhearts în anul 1982. Merrill încă mai interpretează cântecul live în Europa, Japonia, și cel mai des în orașul său natal New York City.
„I Love Rock 'n' Roll” a fost, de asemenea, preluat de către interpreta Britney Spears. Care a lansat cântecul la data de 27 mai 2002 ca al patrulea single extras de pe cel de-al treilea album de studio, Britney. Cântecul a fost folosit în filmul său din 2002 Crossroads. Personajul lui Spears, Lucy, interpretează cântecul într-un bar de karaoke. Spears a spus despre cântec: „Mi s-a cerut să cânt la karaoke în filmul Crossroads și de fapt chiar am cântat «I Love Rock 'n' Roll» în multe cluburi la care am fost.” Spears a recunoscut public că versiunea originală este una dintre preferatele sale. Spears a ascultat versiunea originală a lui Arrows Mickie, cea mai mare producție, chiar înainte de a înregistra versiunea sa, conform reprezentantului de la Jive Records, Steve Lunt. Zgârieturile realizate pe această melodie au fost realizate de Corey Chase, la Hit Factory Miami. Când a promovat lansarea discului single, aceasta a atribuit greșit șlagărul lui Pat Benatar în locul lui Joan Jett.

## Videoclipul
Regizat de Chris Applebaum, videoclipul pentru „I Love Rock 'n' Roll” o prezintă pe Spears cu propria sa trupa, multe difuzoare și cu lumini intermitente. Videoclipul începe alb-negru și capătă culoare pe parcursul videoclipului. A fost filmat în martie 2002.  la The Inn, într-un bar din Long Beach, New York. Videoclipul a fost clasat pe locul 2 pentru cele mai bune 100 de videoclipuri din 2002, la numărătoarea inversă de la MTV Latin America. Versiunea de scene tăiate a videoclipului a fost în cele din urmă divulgată pe internet; acesta include scene nevăzute din videoclip.

## Datele lansărilor
| Țara              | Data          | Format       | Casă de discuri          | Referință |
| ----------------- | ------------- | ------------ | ------------------------ | --------- |
| Uniunea Europeană | 27 mai 2002   | Compact disc | Jive Records             | [ 6 ]     |
| Japonia           | 19 iunie 2002 | Compact disc | Sony Music Entertainment | [ 7 ]     |
| Regatul Unit      | 1 iulie 2002  | Compact disc | Jive Records             | [ 8 ]     |

## Legături externe
- Britney Spears - I Love Rock 'n' Roll pe YouTube
- Versurile complete ale acestei piese pe MetroLyrics